# Marian Urdabayeva
Marian Urdabayeva, née le 3 avril 1988 à Iessik, est une judokate kazakhe.

## Palmarès international en judo
| Jeux asiatiques     | Jeux asiatiques | Jeux asiatiques |
| Année               | Médaille        | Catégorie       |
| ------------------- | --------------- | --------------- |
| 2014                | bronze          | –63 kg          |
| Championnats d'Asie |                 |                 |
| Année               | Médaille        | Catégorie       |
| 2007                | bronze          | –63 kg          |
| 2007                | bronze          | –63 kg          |
| 2015                | or              | –63 kg          |